# كأس أرمينيا 2011
كأس أرمينيا 2011 (بالأرمنية: Հայաստանի ֆուտբոլի գավաթ 2011)‏ هو الموسم 20 من كأس أرمينيا. أقيم خلال الفترة 10 مارس 2011 وحتى 11 مايو 2011، وأشرف على تنظيمه اتحاد أرمينيا لكرة القدم، وكان عدد الأندية المشاركة فيه 8، وفاز فيه نادي ميكا.